# Донская (река)
Донская — река на острове Сахалин, левый приток реки Найба.
Впадает в реку Найба за 91 км от её устья, протекает по территории Долинского городского округа Сахалинской области.
Общая протяжённость реки составляет 13 км. Площадь водосборного бассейна составляет 41,6 км². Общее направление течения с северо-востока на юго-запад.

## Данные водного реестра
По данным государственного водного реестра России относится к Амурскому бассейновому округу.
Код объекта в государственном водном реестре — 20050000212118300005550.